# Норино (Кировская область)
Норино — упразднённая в 1987 году деревня в Кильмезском районе Кировской области России. Ныне урочище на территории Бурашевского сельского поселения.

## География
Деревня находилась в юго-восточной части Кировской области, в зоне хвойно-широколиственных лесов, вблизи реки Зеквай.

### Географическое положение
В радиусе пяти километров следующие населённые пунктыhttp://www.etomesto.ru/map-genshtab_o-39/?x=51.077153&y=56.829012 (указано расстояние и направление согласно источнику):
- д. Степаново (↑ 0.9 км)
- д. Зеквай (← 1.4 км)
- д. Маслы (↗ 2.9 км)
- д. Толашерь (↓ 2.9 км)
- д. Касьяново (↑ 3.2 км)
- д. Урма (→ 3.5 км)
- д. Емаево (↓ 3.9 км)
- д. Кукары (↙ 4.1 км)
- д. Малая Дуброва (↖ 4.4 км)
- д. Виноградово (↘ 4.5 км)

### Климат
Климат характеризуется как умеренно континентальный, с тёплым летом и умеренно суровой снежной зимой. Среднегодовая температура — 2,2 °C. Средняя температура воздуха самого холодного месяца (января) составляет −14 °C (абсолютный минимум — −49 °С); самого тёплого месяца (июля) — 18,5 °C (абсолютный максимум — 39 °С). Безморозный период длится в течение 126—131 дня. Годовое количество атмосферных осадков — 500—525 мм, из которых 313—426 мм выпадает в тёплый период года. Снежный покров держится в течение 150—180 дней.

## История
Снята с учёта 11.02.1987 решением Кировского облсовета № 90 от 11.02.1987.

### Административно-территориальная принадлежность
Административно относилась к Малмыжскому уезду Вятской губернии.
на 01.01.1950 г. входила в Масловский сельсовет, на 1 июня 1978 г. в Бурашевский сельсовет

## Население
Согласно списку населённых мест Вятской губернии 1859-73 гг. в деревне числилось 12 дворов, проживало 46 мужчин и 57 женщин.
Согласно «Книге Вятских родов» В. А. Старостина на 1891 год в деревне числилось 17 семей, 119 жителей.
Согласно подворной описи 1884—1893 гг. в деревне числилось 20 дворов, проживало 55 мужчин, 64 женщины.
Согласно списку населённых мест Вятской губернии 1905 г. в деревне числилось 25 дворов, проживало 77 мужчин, 103 женщины.
Согласно списку населённых мест Вятской губернии по переписи населения 1926 г. в деревне числилось 43 хозяйства (из них 33 крестьянских, 10 прочих), 90 мужчин, 103 женщины.
Согласно списку населенных пунктов Кировской области, составленные по данным похозяйственных книг на 1 января 1950 года, в деревне числилось 38 хозяйств, проживал 171 человек.

## Инфраструктура
Было развито личное подсобное хозяйство.

## Транспорт
По данным списка населённых мест Вятской губернии 1859-73 гг., находилась по правую сторону Сибирского почтового тракта, от г. Малмыжа на Пермь